# Geomalacus anguiformis
Geomalacus anguiformis es una especie de molusco gasterópodo de la familia Arionidae en el orden de los Stylommatophora.

## Distribución geográfica
Se encuentra en Portugal y España.